# Niên biểu lịch sử Anh (1990–nay)
Bài viết này thể hiện niên biểu các sự kiện trong lịch sử của Anh từ năm 1990 đến nay.
Niên biểu lịch sử Anh (1970-1989)

## 1990 - ngày nay
- 1990 ở Anh, 1990 ở England, 1990 ở Bắc Ireland, 1990 ở Scotland, 1990 ở Wales
- 1991 ở Anh, 1991 ở England, 1991 ở Bắc Ireland, 1991 ở Scotland, 1991 ở Wales
- 1992 ở Anh, 1992 ở England, 1992 ở Bắc Ireland, 1992 ở Scotland, 1992 ở Wales
- 1993 ở Anh, 1993 ở England, 1993 ở Bắc Ireland, 1993 ở Scotland, 1993 ở Wales
- 1994 ở Anh, 1994 ở England, 1994 ở Bắc Ireland, 1994 ở Scotland, 1994 ở Wales
- 1995 ở Anh, 1995 ở England, 1995 ở Bắc Ireland, 1995 ở Scotland, 1995 ở Wales
- 1996 ở Anh, 1996 ở England, 1996 ở Bắc Ireland, 1996 ở Scotland, 1996 ở Wales
- 1997 ở Anh, 1997 ở England, 1997 ở Bắc Ireland, 1997 ở Scotland, 1997 ở Wales
- 1998 ở Anh, 1998 ở England, 1998 ở Bắc Ireland, 1998 ở Scotland, 1998 ở Wales
- 1999 ở Anh, 1999 ở England, 1999 ở Bắc Ireland, 1999 ở Scotland, 1999 ở Wales
- 2000 ở Anh, 2000 ở England, 2000 ở Bắc Ireland, 2000 ở Scotland, 2000 ở Wales
- 2001 ở Anh, 2001 ở England, 2001 ở Bắc Ireland, 2001 ở Scotland, 2001 ở Wales
- 2002 ở Anh, 2002 ở England, 2002 ở Bắc Ireland, 2002 ở Scotland, 2002 ở Wales
- 2003 ở Anh, 2003 ở England, 2003 ở Bắc Ireland, 2003 ở Scotland, 2003 ở Wales
- 2004 ở Anh, 2004 ở England, 2004 ở Bắc Ireland, 2004 ở Scotland, 2004 ở Wales
- 2005 ở Anh, 2005 ở England, 2005 ở Bắc Ireland, 2005 ở Scotland, 2005 ở Wales
- 2006 ở Anh, 2006 ở England, 2006 ở Bắc Ireland, 2006 ở Scotland, 2006 ở Wales
- 2007 ở Anh, 2007 ở England, 2007 ở Bắc Ireland, 2007 ở Scotland, 2007 ở Wales
- 2008 ở Anh, 2008 ở England, 2008 ở Bắc Ireland, 2008 ở Scotland, 2008 ở Wales
- 2009 ở Anh, 2009 ở England, 2009 ở Bắc Ireland, 2009 ở Scotland, 2009 ở Wales
- 2010 ở Anh, 2010 ở England, 2010 ở Bắc Ireland, 2010 ở Scotland, 2010 ở Wales
- 2011 ở Anh, 2011 ở England, 2011 ở Bắc Ireland, 2011 ở Scotland, 2011 ở Wales